# Олимпийский комитет Парагвая
Олимпийский комитет Парагвая (исп. Comité Olímpico Paraguayo; уникальный код МОК — PAR) — организация, представляющая Парагвай в международном олимпийском движении. Штаб-квартира расположена в Асунсьоне. Комитет основан в 1970 году, в том же году был принят в МОК, является членом ПАСО, организует участие спортсменов из Парагвая в Олимпийских, Панамериканских играх и других международных соревнованиях. 